# Madoqua cavendishi
Madoqua cavendishi is een zoogdier uit de familie van de holhoornigen (Bovidae). De wetenschappelijke naam van de soort werd voor het eerst geldig gepubliceerd door Oldfield Thomas in 1898.

## Taxonomie
De soort is afgesplitst van de Kirks dikdik (Madoqua kirkii) op basis van genetische en morfologische verschillen. Het bleek namelijk al dat deze soort een ander karyotype heeft dan de Kirks dikdik, namelijk 2n=46-47 met 56-59 chromosoomarmen terwijl dit bij de Kirks dikdik 2n=46 met 48 chromosoomarmen is. Mogelijk omvat Madoqua cavendishi nog een soort die door sommige auteurs erkend wordt, namelijk Madoqua hindei.

## Voorkomen
De soort komt voor in Kenia en Tanzania, in de Riftvallei en het Serengeti-Masai Mara ecosysteem.